# تيكس هيل
تيكس هيل (بالإنجليزية: David Lee "Tex" Hill)‏ هو طيار وضابط أمريكي، ولد في 13 يوليو 1915 في غوانغجو في كوريا الجنوبية، وتوفي في 11 أكتوبر 2007 في تيريل هيلز في الولايات المتحدة.